# كيلي أرمسترونغ
كيلي أرمسترونغ (بالإنجليزية: Kelley Armstrong)‏ (14 ديسمبر 1968، غريتر سودبوري في كندا)؛ كاتِبة وروائية كندية. درست في جامعة ويسترن أونتاريو.

## روابط خارجية
- كيلي أرمسترونغ على موقع IMDb (الإنجليزية)
- كيلي أرمسترونغ على موقع ميوزك برينز (الإنجليزية)
- كيلي أرمسترونغ على موقع قاعدة بيانات الفيلم (الإنجليزية)